# Psorothamnus fremontii
Psorothamnus fremontii es un arbusto de la familia de las fabáceas.

## Descripción
Debe su nombre específico al explorador John C. Frémont, cuyo nombre está relacinonado a varias especies y a un género de plantas. Este Psorothamnus es un plateado arbusto, con flores de alrededor de 1 cm de largo. Hojas pinnadas.

## Hábitat
Montañas y cañones

## Distribución
El este de las montañas de los desiertos del suroeste de EE. UU. y cañones entre 250 y 1.350 m s. n. m.

## Taxonomía
Psorothamnus fremontii fue descrita por (Torr. ex A.Gray) Barneby y publicado en Memoirs of the New York Botanical Garden 27: 40, en el año 1977.
Sinonimia
- Dalea fremontii A.Gray basónimo
- Dalea fremontii var. johnsonii (S.Watson) Munz
- Dalea johnsonii S.Watson
- Parosela fremontii (A.Gray) Vail
- Parosela fremontii var. johnsonii (S.Watson) Jeps.
- Parosela johnsonii (S.Watson) Vail
- Psorodendron fremontii (A.Gray) Rydb.
- Psorodendron johnsonii (S.Watson) Rydb.[4]